# 骑缝章
騎縫章，指蓋章時壓印在多頁邊縫上。一般普通公章盖章时要求盖到年月上以防止竄改时间，而骑缝章要求盖到多页的边缝上，文件被私自添多页或减少页都能够看出，防止挖补或加页造假，保持文件的完整性。

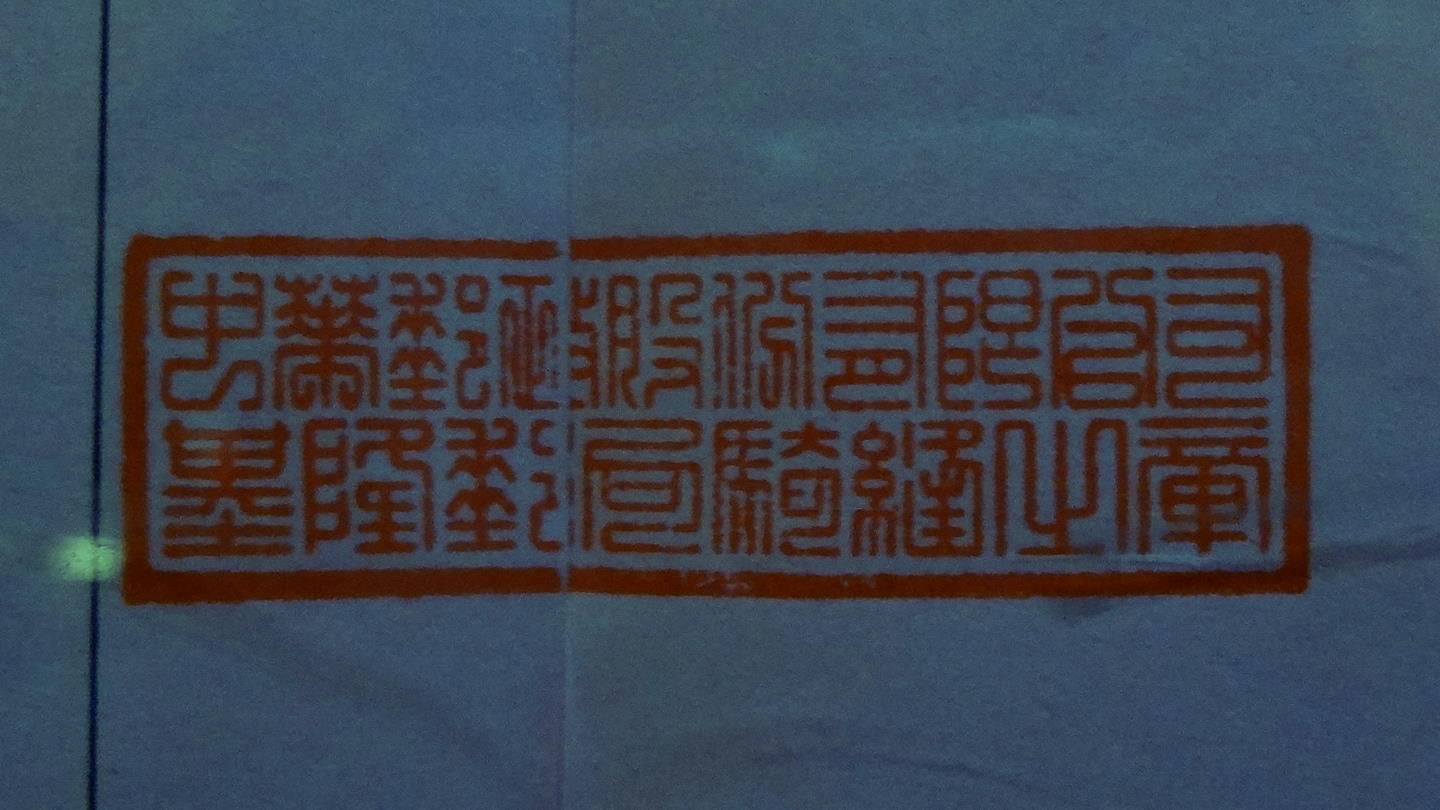
中華郵政基隆郵局騎縫章

## 作用
在法律上并没有要求合同加盖骑缝章，所以不盖骑缝章的合同有效，但盖骑缝章的作用是防范风险。如加盖了骑缝章的合同整体展开可将骑缝章还原成原章，可以防止另一方更换合同内容或否认合同内容，避免造成不必要的损失。